# Jazz Gallery (1959)
Jazz Gallery war ein kurzlebiger New Yorker Jazzclub im East Village (Manhattan), der 1959 gegründet wurde und bis 1962 bestand. Er war neben dem Five Spot, The Half Note und Slug’s Saloon eine der bekannten Spielstätten des Avantgarde-Jazz Anfang der 1960er-Jahre.
Der Jazzclub Jazz Gallery (80 St. Mark’s Place (8th Street), Ecke 1st Avenue) befand sich im New Yorker Viertel Greenwich Village in einem ehemaligen Theater mit 250 Sitzplätzen. Er wurde von den Brüdern Joe und Iggy Termini geführt, die auch den nahe gelegenen Jazzclub Five Spot besaßen. Die Jazz Gallery wurde 1959 mit einem Konzert des Pianisten Horace Silver eröffnet. Dort traten dann u. a. Benny Golson’s Jazztet (1959/60), das John Coltrane Quartet (mit Steve Kuhn, Steve Davis und Pete LaRoca, im Mai/Juni 1960), Sonny Rollins, Ray Bryant, Betty Carter, Joe Williams (1961 mit Harry Edison), Sonny Rollins, Milt Jackson und Thelonious Monk auf.

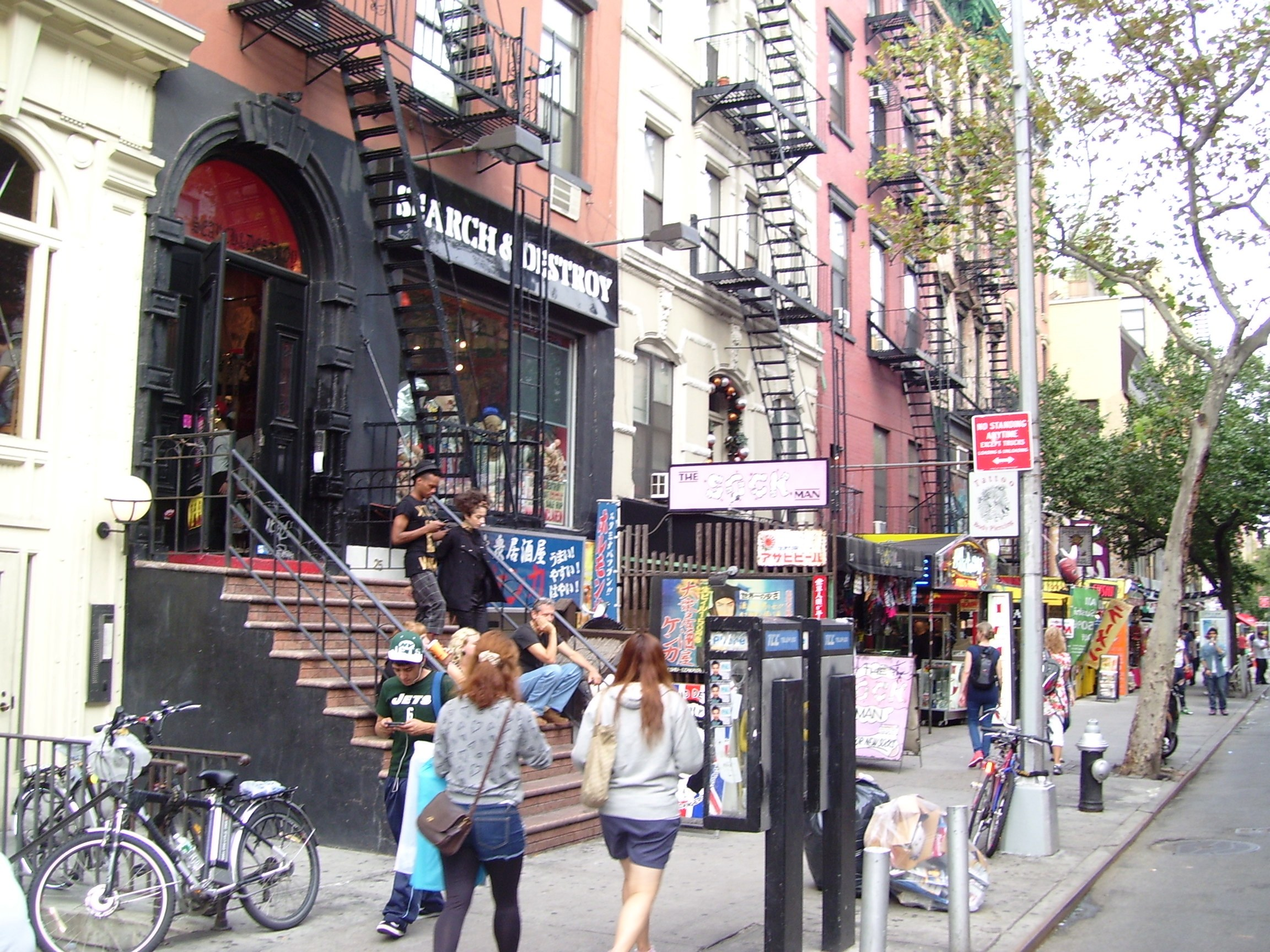
St. Marks Place (2010)

Gil Evans spielte in der Jazz Gallery im Herbst 1960 mit seinem ersten eigenen (Live)-Orchester; nach dem Engagement nahm er im Dezember die LP Out of the Cool für Impulse! Records auf. Max Roach und Abbey Lincoln stellten in dem Club im April 1961 ihr Konzeptalbum We Insist! Freedom Now Suite vor. In der Jazz Gallery fand 1960 die Uraufführung des Theaterstücks The Sandbox von Edward Albee statt. In den Club entstand auch eine Reihe von Fotografien von Lee Tanner. Lord Buckley hatte dort 1960 seinen letzten Auftritt. 1962 trat Charles Mingus auf. 1962 wurde der Club geschlossen und im selben Jahr zog auch der nahe gelegene Five Spot der Terminis um.
Nach Schließung des Jazzclubs befand sich in den Räumlichkeiten das Theatre 80; dort fand u. a. 1967 die Uraufführung des Musicals You're a Good Man, Charlie Brown statt. Gegenwärtig (2014) befindet sich in dem Haus, in dem u. a. auch Leo Trotzki gewohnt hat, das Museum The Exhibition of the American Gangster.
In New York City wurde 1995 erneut ein Jazzclub gleichen Namens gegründet.

## Diskografische Hinweise
- John Coltrane Quartett: Live at The Jazz Gallery 1960 (RLR Records, ed. 2011).